# Borys Verlins'kyj
Borys Markovyč Verlins'kyj (in ucraino Борис Маркович Верлінський?; Bachmut, 8 gennaio 1888 – Mosca, 30 ottobre 1950) è stato uno scacchista ucraino (sovietico dal 1922).
Fu uno dei più forti giocatori sovietici degli anni Venti. Il suo più grande successo è stata la vittoria nel 6º Campionato sovietico, che si giocò a Odessa nel 1929. Era sordomuto dalla nascita.
Nel grande Torneo internazionale di Mosca del 1925 (vinto da Efim Bogoljubov) sconfisse nell'incontro diretto l'allora campione del mondo José Raúl Capablanca.
Nel corso della sua carriera sconfisse molti altri grandi campioni, tra cui Aleksandr Alechin, Efim Bogoljubov, Akiba Rubinstein, David Bronštejn e Andor Lilienthal.
Altri risultati di rilievo:
- 1910:  vince ad Odessa il campionato della Russia meridionale;
- 1912:  vince il campionato di Odessa;
- 1924:  secondo nel campionato di Mosca;
- 1925:  quarto nel campionato sovietico;
- 1926:  pari primo nel campionato ucraino;
- 1928:  vince il campionato della città di Mosca;
- 1933:  secondo dietro a Fedir Bohatyrčuk nel quadrangolare di Mosca.

Nel 1950 la FIDE gli attribuì il titolo di Maestro Internazionale (quando il titolo venne istituito).